# معصوم کرکماز
معصوم کرکماز با نام سازمانی عگید (زاده ۱۹۵۶ در فرقین - درگذشته ۱۹۸۶ در کوه‌های گابار)اولین فرمانده نیروهای مدافع خلق شاخه نظامی پ‌ک‌ک است. او به خاطر هدایت حمله ۱۵ آگوست ۱۹۸۴ که در واقع اولین حمله پ‌ک‌ک علیه ترکیه در سلسله نبردهای پ‌ک‌ک باترکیه برای استقلال کردستان بود، مشهور است. او در ۲۸ مارس توسط نیروهای ترکیه کشته شد.
| پیشین: - | فرمانده نیروهای مدافع خلق ۱۹۸۰-۱۹۸۶ | پسین: جمیل بایک |